# Ottone II di Scheyern
Ottone II di Scheyern, indicato talvolta anche come Ottone III, (... – 31 ottobre 1120 probabilmente in pellegrinaggio a Gerusalemme) fu conte di Scheyern, fondatore del monastero di Scheyern e suo Vogt.

## Biografia

### Origini
Ottone II di Scheyern era figlio di Ottone I di Scheyern e Haziga di Dißen e fratello di Bernardo I di Scheyern, Eccardo I di Scheyern e Arnoldo I di Scheyern.
Alcune fonti lo danno anche come figlio del primo matrimonio di Ottone I di Scheyern con una sorella del conte Meginhard di Reichersbeuern.

### Atti
Intorno al 1053 fu il leader dell'opposizione della nazione bavarese contro la nomina del bambino di tre anni Enrico (VII) a duca di Baviera da parte del padre Enrico III il Nero.
Dal 1078 circa fu conte di Scheyern.
Quando, nel 1096, venne lanciato l'appello per la prima crociata, Ottone II e suo fratello Eccardo I vi presero parte. Nel 1101 partì per la Terra santa e tornò in patria.
Alla morte della madre, nel 1104, trasferì il monastero di Fischbachau a Petersberg, vicino a Dachau e vi venne costruita una nuova chiesa del monastero, fondando il monastero di San Pietro di Eisenhofen ma poiché il suddetto luogo, come quello di Fischbachau, non era adatto a un monastero a causa di una permanente mancanza d'acqua, Ottone II riunì tutti i membri della stirpe nel 1113 per decidere se il castello ancestrale di Scheyern potesse essere convertito in un monastero. Questo doveva riunire i numerosi monasteri benedettini esistenti nella famiglia. La decisione fu accolta e nel 1119 i monasteri furono tutti trasferiti a Scheyern e il castello fu consegnato ai benedettini.
Con la morte di Bernardo I di Scheyern, Ottone II divenne Vogt di Frisinga dal 1104. Dal 1116 fu Vogt di Weihenstephan.

## Famiglia e figli
Le fonti forniscono informazioni diverse sul suo status matrimoniale: talvolta si presume che sia rimasto celibe e/o senza discendenti, ma è anche documentato che sposò Richardis o Richgardis di Istria-Carniola, figlia di Ulrico I della stirpe di Weimar-Orlamünde, vedova di suo fratello Eccardo I di Scheyern, che aveva rapito da un monastero vicino a Ratisbona. Il matrimonio generò i seguenti figli:
- Ottone III di Scheyern († dopo il 15 dicembre 1130);
- Eccardo III di Scheyern († dopo l'11 luglio 1183);
- Bernardo II di Scheyern, canonico di Frisinga († intorno al 1135);
- un figlio sconosciuto.